# 앤드리아 방
앤드리아 방(영어: Andrea Bang, 1989년 5월 2일 ~ )은 캐나다의 배우, 영화 각본가이다. CBC 시트콤 《김씨네 편의점》(2016-21)에서 김씨 가족의 딸 재닛 역으로 출연했다. 같은 배우인 다이애나 방의 동생이다.

## 출연 작품

### 영화
- 루스 (2019)
- 프레시 (2022)

### 텔레비전
- 김씨네 편의점 (2016-21)
- 어 밀리언 리틀 씽즈 (2021-23)